# Kassitisch

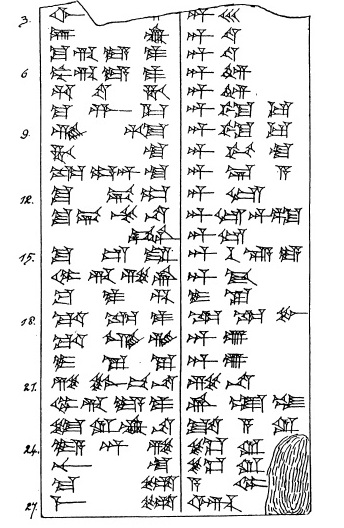
Kassitisch-Akkadische woordenlijst

Het Kassitisch was de taal van een volksstam die waarschijnlijk oorspronkelijk in het Zagrosgebergte op de oostelijke grens van Mesopotamië woonde. Later voerden zij zeker vier eeuwen het bewind over Babylonië, dat zij Karduniaš noemden. Onder hun bewind werd dit rijk een welvarende en belangrijke mogendheid en bloeide de literatuur.
Toch weten we over hun taal vrijwel niets. Er zijn twee Akkadisch-Kassitische woordenlijsten met persoons- en godennamen in beide talen en een simpele woordenschat. Verder bleven de koningen nog lang Kassitische namen voeren en waren er mogelijk tot de tijd van Alexander nog steeds Kassieten, maar de veelheid van spijkerschriftabletten zwijgt over deze taal. Er zijn pogingen geweest om de taal in verband te brengen met het Soemerisch, Elamitisch en de Indo-Europese talen, maar zonder succes. Ook een Semitische taal is het niet. Tenzij er meer gegevens opduiken zal de taal wel als ongeclassificeerd te boek blijven staan.